# Estado civil
Em direito, vale mencionar a doutrina de Mirabete, aos explicar que o estado civil das pessoas é o complexo de suas qualidades referentes à ordem pública, à ordem privada e à ordem física do ser humano. Refere-se, assim, à cidadania, à família, e à capacidade civil" 
Corriqueiramente, estado civil é a situação de uma pessoa em relação ao matrimônio ou à sociedade conjugal.
De acordo com as leis brasileiras, os possíveis estados da pessoa em relação ao casamento e entidade familiar são:
- Solteiro(a) - quem nunca se casou, ou que teve o casamento anulado
- Casado(a) - quem contraiu matrimônio, independente do regime de bens adotado
- Divorciado(a) - após a homologação do divórcio pela justiça ou por uma escritura pública.
- Viúvo(a) - pessoa cujo cônjuge faleceu.
- Separado(a) - pessoa cujo vínculo jurídico do casamento existe, mas foi dissolvida por escritura pública ou decisão judicial a sociedade conjugal

A União estável, condição de convivência familiar entre pessoas que não possuem impedimento ao casamento,embora a jurisprudência do STJ e a doutrina sobre o assunto afirme ser possível tal condição, uma vez que não inclui o inciso VI do artigo 1521 como impedimento para sua realização, é legalmente reconhecida e considerada como entidade familiar. Apesar de legalmente reconhecida, a União Estável não registrada não está acessível ao conhecimento do público, logo não altera o estado civil. Quem assim vive, portanto, não é obrigado a identificar-se como tal e não falta com a verdade ao se declarar solteiro, separado, divorciado ou viúvo, ressalvada a necessária boa-fé em dizer que mantém união estável quando assim perguntado e quando a união estável tenha consequências jurídicas para o ato ao qual a pessoa está se identificando.
Ainda não há na legislação regra expressa que afirme que conviver em união estável ou concubinato modifique o estado civil das pessoas.
Já a convivência entre homem e mulher que estejam impedidos de se casar é denominada Concubinato.
A separação judicial não dissolve o vínculo do casamento, mas altera o estado da pessoa, pois põe fim ao dever de fidelidade, à vida em comum e ao regime de bens.